# 지적학
지적학(地籍學, Cadastral Science)이란 “토지와 그 정착물 등에 대한 정보를 조사․측량하여 공적도부(公的圖簿)에 등록․공시하고 변경사항을 영속적으로 유지․관리하며 토지관련 정보의 다목적 공동 활용방안을 연구하는 학문이다.”라고 정의할 수 있다.

## 지적학의 정의
그동안 국내의 학자와 전문가들이 주장하는 지적학의 정의를 소개하면 1972년에 원영희 교수는 세계 최초로 “지적 제도에 관하여 연구하는 학문”이라고 정의하였다.
1993년에 박순표 외 2인은 “토지 현상을 조사하고 조사된 내용을 기록하며 기록된 내용을 관리․운영하는 학문”이라고 정의하고, 지적학을 종합응용사회과학(綜合應用社會科學)이라고 주장하였다.
이어서 2001년에 류병찬 교수는 “토지와 그 정착물에 대한 정보를 조사․측량하여 필지 단위로 등록․공시하고, 변경 사항을 지속적으로 유지․관리하며 토지 관련 정보의 다목적 활용 방안을 연구하는 학문”이라고 정의하고, 지적학은 측량학의 분과 학문으로서 종합응용공학(綜合應用工學)이라고 주장하였다.
그리고 같은 해에 이범관 교수는 “자연과 인간과의 만남으로 인해 자연물인 지구를 인위적으로 구획함으로써 탄생한 인공물인 필지를 대상으로 발생하는 각종 지적 현상에 대한 체계화된 원리를 탐구하는 학문 분야”라고 정의하고 지적학을 사회과학이라고 주장하였으며, 2004년에 지종덕 교수는 “지적기술과 지적 관리 및 지적 제도를 체계화하기 위한 원리와 기법을 탐구하는 학문”이라고 정의하고, 지적학을 종합 과학이라고 주장하였다.
국외의 학자로 2011년에 중국의 임증걸 교수가 지적학이란 “토지 과학의 연구 영역 중에서 토지 재산권․경계․수량․토질․용도 등 기본 요소의 변화 규율을 연구하는 학문으로, 법률․경제․기술적 성질을 갖고 있으면서 실천성(實踐性)․조작성(操作性)․이론성(理論性)을 겸비하고 있는 응용 과학”이라고 주장하였다.
위와 같이 지적학의 정의와 학문적 성격에 관하여 국내․외 학자와 전문가마다 서로 다르게 주장하고 있다.
그 이유는 첫째, 시대에 따라 학문의 기능 자체가 달라지기도 하고 학문이라고 믿었던 분과들 자체가 사라지기도 하는데, 이러한 변화는 ‘진화’라는 말로 표현할 수 있으며 오래된 관념처럼 진리와 본질이 변하지 않듯 학문의 본성도 변하지 않는 것이 아니라 학문 역시 현실적으로 끊임없이 진화․발전하기 때문이며
둘째, 학문은 불안정한 시스템으로 학문의 역사는 새로운 지식을 탐색해 나가는 과정이기도 하지만 그것은 동시에 오류 수정의 역사이기도 하며, 학문은 정적이고 완결된 체계가 아니라 끊임없이 움직이는 동적인 체계라는 사실 때문이고
셋째, 학자와 전문가마다 지적학의 연구 대상과 범위 등을 서로 다른 차원과 시각에서 설정하고 이에 의하여 정의와 성격 등을 도출하기 때문에 일어나는 현상이기 때문이다.
그러나 이들 주장을 종합적이고 현대적이며 정보화 시대에 부합하도록 정의하면 위에 서술한바와 같이 지적학(地籍學, Cadastral Science)이란 “토지와 그 정착물 등에 대한 정보를 조사․측량하여 공적도부에 등록․공시하고 변경 사항을 영속적으로 유지․관리하며 토지 관련 정보의 다목적 공동 활용 방안을 연구하는 학문이다.”라고 할 수 있으며, 지적학의 학문적 성격은 복합학(複合學, Interdisciplinary Science)이라고 할 수 있다.
지적학의 학문적 성격이 복합학인 이유는 지적학은 초기에 측량학의 분과 학문으로서 출발하여 기술적 측면과 법적 측면의 양면성을 가진 종합응용공학(綜合應用工學)으로 발전하였는데, 이 경우 법적 측면의 등기 분야를 강조하는 학자는 종합응용사회과학(綜合應用社會科學)이라고도 주장한다.
그러나 지적학은 공학과 사회과학이 융복합되어 있으며 연계성과 인접성이 강한 학제적인 학문 분야로 과학기술학․문헌정보학․심리과학․여성학․인지과학․뇌과학․감성과학 등과 같이 2001년부터 새로운 학문 영역으로 인정된 “복합학”으로 분류하는 것이 바람직하다.
이상 국내에서 발표된 대학교수와 전문가들이 주장하는 지적학의 정의와 학문적 성격을 정리하면 <표 1>와 같다.
<표 1> 지적학의 정의와 학문적 성격
| 저 자                | 년도 | 지적학의 정의 | 학문적 성격       |
| 원영희               | 1972 | 지적제도에 관하여 연구하는 학문 | -                 |
| 박순표 외 2인        | 1993 | 토지현상을 조사하고 조사된 내용을 기록하며 기록된 내용을 관리 운영하는 학문                                                                                           | 종합응용 사회과학 |
| 류병찬               | 2001 | 토지와 그 정착물에 대한 정보를 필지 단위로 등록･공시하고, 변경사항을 지속적으로 유지･관리하며, 토지관련 정보의 다목적 활용방안을 연구하는 학문                        | 종합 응용공학     |
| 이범관               | 2001 | 자연과 인간과의 만남으로 인해 자연물인 지구를 인위적으로 구획함으로서 탄생된 인공물인 필지를 대상으로 발생하는 각종 지적현상에 대한 체계화된 원리를 탐구하는 학문분야 | 사회과학          |
| 지종덕               | 2004 | 지적기술과 지적관리 및 지적제도를 체계화하기 위한 원리와 기법을 탐구하는 학문                                                                                         | 종합과학          |
| 임증걸 (중국)        | 2011 | 토지과학의 연구 영역 중에서 토지재산권ㆍ경계ㆍ수량ㆍ토질ㆍ용도 등 기본요소의 변화규율을 연구하는 학문                                                                 | 응용과학          |
| (종합적･현대적 정의) | 2014 | 토지와 그 정착물 등에 대한 정보를 조사･측량하여 공적도부에 등록･공시하고 변경사항을 영속적으로 유지･관리하며 토지관련 정보의 다목적 공동 활용방안을 연구하는 학문     | 복합학            |

출처 : 류병찬, 2006, “지적학의 정의 및 학문적 성격에 관한 연구”, 한국지적학회,『한국지적학회지』제22권 제1호, p.202. 참고 작성.

## 지적학의 역사
우리나라에 근대적인 지적 제도를 도입하기 위하여 1895년에 내부(內部) 판적국(版籍局)에 지적과를 설치한 후 120년이 지났으며, 1977년부터 대학과 전문대학에 지적학과를 신설한 후 40년이 지났음에도 불구하고 학자에 따라서 지적학(地籍學)을 서로 다르게 정의하고 있는 실정이다.
이러한 현상은 프랑스의 국립 지적대학(ENC), 호주의 멜버른대학, 네덜란드의 국제항공 측량․지구과학연구원(ITC) 등의 교육기관에서 지적을 전공으로 하는 과정을 설치하여 독자적인 학문으로서의 영역을 형성하고 있음에도 불구하고 한국을 제외한 국가에서는 독립적인 학문으로 ‘지적학’이라는 과목이 개설되어 있지 않을 뿐만 아니라 우리나라와 같이 지적 또는 지적학에 대한 개념 정의를 정확하게 내리지 못하고 있다.
근대적인 지적 제도는 1807년에 제정한 프랑스의 나폴레옹 《지적법》(Napoléon Cadastre Act)에서 비롯되었으며, 프랑스의 국립 지적대학, 호주의 멜버른대학, 네덜란드의 국제항공 측량․지구과학연구원 등에서 지적을 전공으로 하는 과정을 설치하여 오랫동안 교육을 실시하고 있으나, 아쉽게도 지적학(地籍學)이라는 교과과목이 개설되어 있지 아니한 실정이다.
근대적인 지적 제도는 프랑스에서 출발하여 일본을 거쳐 동양으로 전파되었으나, 지적학은 서양의 학문에서 비롯된 것이 아니라 동양의 한국에서 1972년에 원영희 교수가 세계 최초로 《해설 지적학》을 저술하고 1979년에 《지적학 원론》을 저술함으로써 지적학 창시의 시조(始祖)가 되었다.
원영희 교수가 세계 최초로 《해설 지적학》을 저술하여 지적학(地籍學)을 창시한 후 1973년부터 지적측량 기술원 양성소에서 지적학을 개설하여 강의를 시작하였으며, 1974년부터 건국대학교 행정대학원 부동산학과에서 지적학을 개설하여 대학원의 정규 교과과목으로 강의를 시작하였고, 1976년에 한국지적학회를 창립하였다.
이어서 1977년부터 대학과 전문대학에 지적학과(地籍學科)를 설치하기 시작하였으며, 지적전공 석사과정과 박사과정을 설치하여 지정학을 창시한 종주국으로써 교육적 체계를 확립하였다.
그리고 1993년에 박순표ㆍ최용규ㆍ강태석이 지적학개론을론󰡕을, 2001년에 류최신지적학을최신지적학󰡕을,최신지적학년제1전정판을지적학󰡕 제1전최신지적학2제2전정판을최신지적학 제2전지적학을각각 발간하여 지적학을 창시한 국가로서의 위상을 지적학의시작하였으며, 지적학의 세계화와 국제화의 발판을 마련하였다.
1972지적학원영희가 《해설 지적학》을 발지적학이지적학개론지지적행정학․지적학개론․지적행정학’ 등 다수의 문헌이 발간되었는데, 이들 문헌 중 지적직공무원과 한국국토정국가기술자격시험채 및 국가기술자격시험 대비 예상문제한 기출수록되어 있는제 등이 수록되어 지적학문헌을 제외하고 지적학 관련 문헌의 발간 현황은 <표 2>와 같다.
<표 2> 지적학 관련 문헌의 발간 현황
| 연도 | 저자             | 문헌 명칭                | 출판사           | 비고           |
| 1972 | 원영희           | 󰡔해설지적학󰡕             | 보문출판사       | 지적학 창시    |
| 1979 | 원영희           | 󰡔지적학원론󰡕             | 홍익문화사       |                |
| 1982 | 김갑수           | 󰡔지적행정학개론󰡕         | 신라출판사       |                |
| 1993 | 박순표 외 2인    | 󰡔지적학개론󰡕             | 형설출판사       |                |
| 2001 | 류병찬           | 󰡔최신 지적학󰡕            | 건웅출판사       |                |
| 2001 | 지종덕           | 󰡔지적의 이해󰡕            | 기문당           |                |
| 2006 | 류병찬           | 󰡔최신 지적학󰡕(제1전정판) | 건웅출판사       | 영문 명칭 부여 |
| 2006 | 김영학           | 󰡔지적행정론󰡕             | 성림출판사       |                |
| 2007 | 임현철           | 󰡔지적학󰡕                 | 우용출판사       |                |
| 2008 | 황보상원, 이성화 | 󰡔지적행정학󰡕             | 보명BOOKS        |                |
| 2008 | 김석종 외 3인    | 󰡔지적학개론󰡕             | 도서출판 일일사  |                |
| 2017 | 류병찬           | 󰡔지적학󰡕(제2전정판)      | 부연사           |                |
| 2019 | 한국국토정보공사 | 󰡔지적학총론󰡕             | 한국국토정보공사 |                |

## 지적학의 영문 명칭 부여
2006년 2월에 류병찬이 󰡔최신지적학󰡕 제1전정판을 발간하면서 다양한 분야의 전문가에게 자문을 구하여 지적학의 영문 표기를 세계 최초로 “Cadastral Science”로 명명(命名)을 하였다.
그런데 같은 해 10월에 한국에 이어 세계에서 두 번째로 중국인민대학(中國人民大學)의 임증걸(林增杰) 교수가 편집장을 맡고 담준(潭峻)․첨장근(詹長根)․곡위동(曲衛東)이 부편집장을 맡아 󰡔地籍學󰡕을 발간하였다.
중국인민대학의 임증걸 교수가 중국에서 최초로 󰡔地籍學󰡕을 발간하면서 영문명칭을 “Cadastral Science”로 부여하여 국제적으로 지적학의 영문 명칭이 인정되었다고 본다.
2006년에 발간된 󰡔최신지적학󰡕 제1전정판에 영문 명칭을 ‘Cadastral Science’로 표기하여 발간한 후 대만의 토지개혁훈련소(현 국제토지정책연구훈련센터, ICLPST)와 네덜란드의 국제항공측량 및 지구과학연구원(ITC) 등 교육기관과 중국․일본․러시아․북한 등의 지적전문가와 관련 기관에 증정을 하였다.
그리고 2019년 8월 서울에서 개최된 국제측량사연맹 지적분과위원회 연례회의에 참가하여 “한국의 지적학 창설과 발전연혁(History of Foundation and Development of Cadastral Science in Korea)”이라는 논문을 통하여 첫째, 지적학은 1972년에 원영희 교수에 의하여 한국에서 창시되었으며 둘째, 한국은 지적학에 관한 교육을 실시하기 위하여 1977년부터 세계 최초로 전문대학과 대학에 지적학과를 신설하였고, 1984년부터 지적전공 석사과정과 박사과정을 설치하였으며 셋째, 한국에서 창시된 지적학의 영문 명칭을 ‘Cadastral Science’로 명명하여 사용하고 있다는 사실을 발표하면서, 향후 연구과제로 지적학의 기초이론과 학문적 체계의 정립을 지속적으로 추진하고, ‘Cadastral Science’라는 용어를 세계적으로 유명한 󰡔브리태니커 백과사전(Encyclopedia Britannica)󰡕과 󰡔아메리카나 백과사전(Encyclopaedia Americana)󰡕 등에 등록하여야 하며, 국제학술 교류를 통하여 지적학(Cadastral Science)을 지적 분야의 중심학문으로 발전시켜 나갈 것을 제안하면서, 연례회의에 참가한 미국․영국․독일․콜롬비아․케냐 등 23개국의 희망자에 한하여 증정하였다.

4. “지적학” 관련조직
4.1 지적행정조직

우리나라의 근대적인 지적행정조직을 설치 주체별로 나누면 첫째, 1895년부터 대한제국 시대 이전의 조선을 비롯하여 둘째, 1897년부터 1910년 국권피탈 이전의 대한제국 셋째, 국권피탈 이후부터 해방 이전 일제시대의 조선총독부 넷째, 1945년 해방 이후 광복 후 시대의 미군정청과 대한민국 정부의 네 가지로 구분할 수 있다.
그리고 근대적인 지적행정조직을 객체별로 구분하면 첫째, 조선 말기에 설치한 내부 판적국(版籍局) 지적과를 효시로 하여 둘째, 대한제국 시대에 설치한 내부 지방국(地方局), 양지아문(量地衙門), 지계아문(地契衙門), 탁지부(度支部)의 양지국․사세국․임시재원조사국․임시재산정리국․토지조사국 등에서 지적사무를 담당하였으며 셋째, 일제시대에 조선총독부에서 설치한 임시토지조사국과 내무부 지방국, 탁지부 사세국, 농상공부 및 재무국 등에서 지적사무를 담당하였고 넷째, 광복 후 시대에는 미군정청과 대한민국 정부에서 설치한 재무부․내무부․행정자치부를 거쳐 2008년부터 국토해양부에서 2013년부터는 국토교통부의 국토정보정책관 산하에 지적기획과와 시․도 및 시․군․구에는 지적과, 지적부동산과, 토지관리과, 토지정보과 등을 설치하여 지적행정을 수행하고 있다.

4.2 지적측량조직
우리나라의 지적측량조직을 설치 주체별로 나누면 대한제국 시대와 일제시대의 조선총독부 및 광복 후 시대의 대한민국으로 구분할 수 있다.
그리고 지적측량조직을 객체별로 구분하면 첫째, 대한제국 시대에 채택한 국가직영과 둘째, 일제시대에 채택한 국가직영․도지정측량자․기업자측량제도․역둔토협회․조선지적협회가 있으며 셋째, 광복 후 시대에 채택한 국가직영․대한지적협회 등과 대한지적공사 및 지적측량업자 등으로 구분할 수 있다.

4.2.1 한국국토정보공사

1938년 1월 24일에 재단법인 조선지적협회로 창설되어 1949년 5월 1일에 재단법인 대한지적협회로 재편성 발족하고, 1977년 7월 1일에 재단법인 대한지적공사로 명칭을 변경하였다.
이어서 2003년 말에 ｢지적법｣을 개정(2003.12.31, 법률 제7036호)하여 법 제41조의9 내지 법 41조의15에 대한지적공사를 특수법인으로 전환하도록 규정하여 조선지적협회 설립 후 65년 만에 오랜 역사와 전통을 가지고 있는 지적측량업무를 수행하는 전문기관으로서 확고한 법적지위를 확보하게 되었으나, 2004년 1월 1일부터 지적측량업무의 일부를 지적측량업자에게 개방함으로써 지적측량업무를 대한지적공사의 전담 독점체제에서 부분 경쟁체제로 개선하였다.
그리고 2015년 6월에 대한지적공사를 한국국토정보공사로 명칭변경을 하여 오늘에 이르고 있다.
그동안 한국국토정보공사는 조직적 측면에서는 서울에 본사를 두고 각 시․도에 지역본부와 각 시․군․구에 지사를 설치하여 국가의 행정조직망과 동일한 3단계의 전국적인 조직망을 갖춘 지적측량 전문기관으로 발전하였다.
기술적 측면에서는 본사를 비롯하여 시․도지역본부와 시․군․구지사에 4,000명 이상의 지적기술자격과 지적기능자격을 소지한 직원을 채용하고 있는 측량기술에 관한 전문기술자 집단으로, 트랜싯(Transit)․데오도라이트(Theodolite)․토탈스테이션(Total Station)․GPS 등 고가의 첨단 측량장비와 기술우위를 확보하고 있는 세계에서 가장 큰 규모의 지적측량 전문기관으로 발전하였다.

4.2.2 지적측량업자

2004년 1월부터 재단법인 대한지적공사가 특수법인 대한지적공사로 개편되어 지적측량업무를 수행하는 전문기관으로서의 법적지위를 확보하게 되었으나, 오랫동안 논란이 되어 왔던 지적측량 시장의 일부가 개방되어 행정자치부장관에게 지적측량업의 등록을 하고 지적측량업을 영위할 수 있도록 개선하였다.
그러나 지적측량업자의 업무범위를 경계점좌표등록부(境界點座標登錄簿)가 비치된 지역에서의 지적측량과 도시개발사업 등이 완료됨에 따라 경계점좌표등록부에 토지의 표시를 새로이 등록하기 위하여 실시하는 지적확정측량으로 제한을 하였다.
전국에 13O개 지적측량업체에서 1,000여명의 지적기술자들이 지적측량업무에 종사하고 있다.

4.3 지적교육조직

우리나라의 지적교육조직을 설치 주체별로 나누면 대한제국 시대와 일제 시대의 조선총독부 및 광복 후 시대의 대한민국으로 구분할 수 있다.
그리고 지적교육조직을 설치 주체별로 구분하면 첫째, 대한제국 시대에는 양지아문․사립 흥화학교․측량기술견습소․농림학교․공업학교․사립 측량강습소 등 둘째, 일제 시대에는 임시토지조사기술원양성소․공과학원․지적측량기술원양성강습소 등 셋째, 광복 후 시대에는 지적연수원․대학․전문대학 등으로 구분할 수 있다.
지적학과는 1977년부터 세계 최초로 명지전문대학과 신구대학을 시작으로 1978년에는 강원대학교에, 1979년에는 청주대학교에 각각 설치하였으며, 현재까지 <표 2>와 같이 대학교에 지적학과(地籍學科)를 설치함으로써 지적학 개설의 종주국가 시대를 열었으며, 지적학에 관한 강의가 정규과정의 교육제도권에서 이루어지게 되었다.

<표 2> 대학교 지적학과 설치 현황
| 설립연도 | 학교명         | 개설 당시 학과명 | 현재 학과명                  |
| 1979.    | 청주대학교     | 지적학과         | 사회과학부 지적학 전공       |
| 1985.    | 목포대학교     | 지적학과         | 사회과학대학 지적학과        |
| 1997.    | 서울시립대학교 | 지적정보학과     | 도시과학대학 공간정보공학과  |
| 1998.    | 경일대학교     | 측지공학과       | 국토정보학부 부동산지적 전공 |

출처 : 해당 학교(청주, 목포, 서울시립, 경일대학교) 홈페이지(2019.6.20.)

이어서 지적에 관한 고급 전문 기술 인력을 양성하기 위하여 1984년 청주대학교를 시작으로 1998년에는 목포대학교, 1999년에는 명지대학교, 2000년에는 경일대학교, 2002년에는 서울시립대학교에 각각 지적전공 석사과정을 신설하였다.
그리고 1997년 명지대학교 산업대학원을 시작으로 2000년 경일대학교, 2001년 목포대학교, 2004년 서울시립대학교에 각각 지적전공 박사과정을 신설하여 <표 3>과 같이 지적전공 석사․박사 학위과정을 설치하고 지적에 관한 고급 전문 기술 인력을 체계적으로 양성하고 있다.

<표 3> 지적전공 석사ㆍ박사과정 설치 현황
| 구 분    | 설립연도 | 학교명         | 학교명     | 전공분야                 |
| 석사과정 | 1984.    | 청주대학교     | 대학원     | 지적학과                 |
| 석사과정 | 1998.    | 목포대학교     | 대학원     | 지적학과                 |
| 석사과정 | 1999.    | 명지대학교     | 산업대학원 | 지적 및 GIS학과          |
| 석사과정 | 2000.    | 경일대학교     | 대학원     | 행정학과(지적학)         |
| 석사과정 | 2002.    | 서울시립대학교 | 대학원     | 공간정보공학과           |
| 박사과정 | 1997.    | 명지대학교     | 산업대학원 | 지적 및 GIS학과          |
| 박사과정 | 2000.    | 경일대학교     | 대학원     | 행정학과(지적학)         |
| 박사과정 | 2001.    | 목포대학교     | 대학원     | 지적ㆍ도시정책학협동과정 |
| 박사과정 | 2004.    | 서울시립대학교 | 대학원     | 공간정보공학과           |
| 박사과정 | 2011.    | 청주대학교     | 대학원     | 도시부동산지적학과       |

출처 : 류병찬, 2006, 󰡔한국지적교육총람󰡕, 한양사이버대학교, pp.110~134. ; 해당 학교 홈페이지.(2013.12.10.)

4.4 기타 관련 조직
4.4.1 한국지적학회

1976년 8월에 지적학의 창시자인 원영희 교수가 중심이 되어 한국지적학회를 설립하였으며, 1992년 2월에 한국지적학회를 사단법인 한국지적학회로 개편하고, 같은 해 5월 18일 내무부장관으로부터 법인설립허가를받아 사단법인 한국지적학회가 설립되었다.
1977년 11월 15일 『한국지적학회지』 창간호를 발간하였으며, 1992년에 사단법인 한국지적학회로 개편한 후 1993년에 한국지적학회지를 재 창간하여 발간하였다.
2003년에 한국지적학회지가 한국학술진흥재단의 등재후보학술지로 선정되었으며, 2006년에 등재학술지로 전환되었다.

4.4.2 지적장학회

1996년 3월 26일에 대한지적공사에서 서울특별시교육감의 법인설립허가를 받아 5억원의 기금을 출연한 재단법인 지적장학회를 설립하였다.
지적장학회의 주요사업은 지적학을 전공하는 학생에 대한 장학금 지급․지적직 공무원 또는 지적공사 직원으로 근무하다가 사망한 직원의 유자녀에 대한 장학금 지급․지적분야 종사자와 그 자녀에 대한 장학금 지급 및 지적과 관련된 학문을 연구하는 자에 대한 연구비 지원 등의 사업을 수행하고 있는데, 현재는 한국국토정보공사에서 운영하고 있다.

4.4.3 지적박물관

1999년 10월에 전 대한지적공사 지적연수원 리진호 교수가 지적관련 유물과 사료 및 각종 문헌 등을 모아 영구적으로 보존 관리하고 후학들에게 견학의 장을 제공하기 위하여 지적박물관을 개관하였다.
지적박물관은 충청북도 제천시 금성면 양화리 623번지에 소재한 옛 양화초등학교를 임대하여 건립하였으며, 3개의 전시실과 자료실․사무실 등을 갖추고 있다.
2004년에 일본 동경에서 발간된 『일본의 지적(日本の地籍)』이라는 문헌에 우리나라의 전문대학과 대학의 지적학과 설치 내용과 지적박물관 및 리진호 관장을 소개하면서 한국이 지적 선진국이라는 내용을 수록하고 있을 정도로 지적박물관은 세계에서 유일무이한 매우 중요한 지적사료의 보고이다.